# Nová Harmonie
Nová Harmonie (anglicky New Harmony) byla komunita založená velšským sociálním reformátorem Robertem Owenem v USA ve státě Indiana roku 1825 a následkem neustálých sporů rozpuštěná roku 1829. Její členové nepoužívali peníze a majetek považovali za společný. Přes ztroskotání byla významná pro vědecké působení svých členů; přírodovědci Thomas Say a Charles Alexandre Lesueur zde poprvé popsali mnoho nových druhů drobných živočichů. Městečko New Harmony na místě osady existuje dodnes a má asi 1000 obyvatel.